# 外新化南里
外新化南里，是臺灣南部自清治時期光緒年間至日治初期的一個行政區劃，是由原本的新化南里分割而成，其範圍即今臺南市的玉井區西南部、左鎮區全部、山上區南部及新市區東南部。
外新化南里北邊為新化里西堡、新化北里、新化東里、楠梓仙溪西里，東邊為內新化南里，南邊為羅漢內門里、內新豐里，西邊為廣儲東里、大目降里、新化西里。

## 管轄街庄
外新化南里共轄10個庄：
- 今玉井區境內：九層林庄
- 今左鎮區境內：石仔崎庄、菜藔庄、左鎮庄、內庄仔庄、山豹庄、崗仔林庄、草山庄
- 今山上區、新市區境內：潭頂庄
- 今新市區境內：港仔墘庄